# Protocol de Biskek

Situació existent entre 1994 i 2020 fins a la guerra de 2020 i l'alto el foc de 2020. En verd fosc, la regió de l'Alt Karabakh, pertanyent legalment de iure a l'Azerbaidjan però ocupat fins a 2023 de facto per Armènia. En verd clar, territoris àzeris del voltant també ocupats per Armènia. Les fronteres finals del conflicte després del cessament al foc de 1994 van ser signades en el Protocol de Biskek. Les forces armènies d'Alt Karabakh controlaven en l'actualitat gairebé el 9 % del territori de l'Azerbaidjan fora de l'ex óblast autònoma de l'Alt Karabakh. Les forces de l'Azerbaidjan, d'altra banda, controlaven Shahumián i les zones orientals de Martakert i Martuni.

El Protocol de Biskek és un acord d'alto el foc provisional, signat pels representants d'Armènia (president del parlament Babken Ararktsian), la no reconeguda República de l'Alt Karabakh (presidenta del parlament Karen Baburyan), l'Azerbaidjan (primer vicepresident del parlament, Afiyaddin Jalilov) i el representant rus davant el Grup de Minsk d'OSCE Vladimir Kazimirov, el 5 de maig de 1994, a Biskek, la capital del Kirguizistan.

## Antecedents
Biskek va ser proposada pel representant del Kirguizistan, Medetkhan Sheremkulov, qui era el cap del grup de negociació, qui va oferir continuar les discussions a Biskek, després que la primera reunió entre els parlamentaris de l'Azerbaidjan i Armènia sobre el cessament del foc a l'Alt Karabakh es va dur a terme a Mariehamn, Finlàndia. Les converses entre les delegacions de l'Azerbaidjan i Armènia van continuar durant hores. Un representant de l'Azerbaidjan, Afiyaddin Jalilov, va qüestionar la legitimitat de la participació dels armenis que vivien a Karabakh, i va demanar que s'inclogués en el protocol el nom de Nizami Bakhmanov, membre de la seva delegació i alcalde de Xuixí, a l'Alt Karabakh. El protocol i aquests punts van ser objecte de discussions entre el president Heydar Aliyev i Kazimirov, i es va acordar incloure la signatura de Nizami Bakhmanov en el protocol. Vladimir Kazimirov va declarar el següent en les seves memòries: «Aliyev va estar d'acord. Al final de la pàgina, es van escriure dues alteracions amb lletra llegible en rus. El nom de N. Bakhmanov estava escrit a mà, però no van poder situar-lo a Bakú perquè ho signés. El 9 de maig, vaig portar una còpia del text a Moscou amb dues esmenes i el nom de Bakhmanov però sense la seva signatura». El protocol, encara vigent, va posar fi a la guerra de l'Alt Karabakh i va congelar el tema. Des de llavors, l'alto el foc s'ha violat en diverses ocasions, particularment durant les escaramusses de 2008, els enfrontaments de 2016, el conflicte de 2020, els enfrontaments entre Armènia i l'Azerbaidjan de 2022 i els enfrontaments entre l'Azerbaidjan i l'Artsakh de 2023.